# Manis Friedman
Menachem Manis haCohen Friedman, noto come Manis Friedman (Praga, 14 febbraio 1946), è un rabbino, scrittore e educatore ceco, ebreo ortodosso naturalizzato statunitense, decano del collegio chassidico femminile Bais Chana Institute of Jewish Studies dipendente dal movimento Chabad-Lubavitch.

## Biografia
Nato nell'ex-Cecoslovacchia ed emigrato con la famiglia negli Stati Uniti nel 1950, Friedman è stato ordinato rabbino presso il Collegio Rabbinico del Canada nel 1969. Attualmente ospita una serie televisiva via cavo, intitolata Torah Forum with Manis Friedman (Forum della Torah con Manis Friedman), trasmessa nel Nord America. Il primo libro di Friedman, Doesn't Anyone Blush Anymore? (Nessuno arrossisce più?), è stato pubblicato nel 1990 ed è arrivato alla 4ª ristampa. Dagli anni 1970, sono state vendute oltre 150 000 copie delle registrazioni di lezioni di Friedman. Friedman è il fratello del noto cantante ebreo Avraham Fried.

## Attività

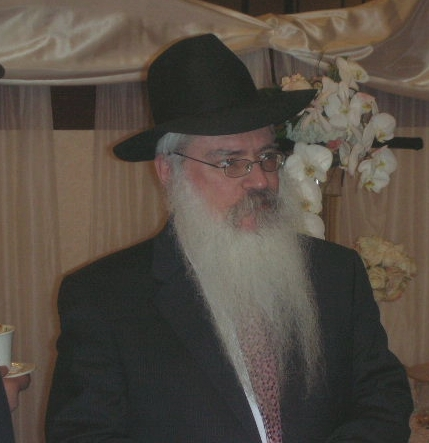
Rabbi Manis Friedman ad un matrimonio nel 2007

Nel 1971, sotto la guida di Rabbi Schneerson, Friedman ha fondato il Bais Chana Women International, un istituto di Studi ebraici nel Minnesota, che è stata la prima scuola di studi ebraici riservata esclusivamente alle donne con poca o nessuna conoscenza dell'istruzione ebraica. Ne è stato il decano e direttore sin dall'inizio.
Nel periodo 1984-1990, è stato l'interprete simultaneo di una serie di discorsi televisivi tenuti dal Rebbe Lubavitcher, Rabbi Menachem Mendel Schneerson. Friedman attualmente svolge mansioni di traduttore per la maggioranza delle case editrici Chabad, inclusa la Kehot Publication Society e Jewish Educational Media, Inc.
Friedman ha tenuto lezioni e discorsi in centinaia di città degli Stati Uniti e anche a Londra, Hong Kong, Città del Capo e Johannesburg nel Sudafrica, a Melbourne e Sydney in Australia, e in diverse città del Sud e Centro America. A seguito dei disastri naturali del 2004 e 2005, Friedman ha scritto una guida pratica per aiutare i soccorritori a capire e assistere i sopravvissuti ebrei.

## Insegnamenti
Rabbi Manis Friedman è un filosofo sociale e sociologo. I suoi insegnamenti vanno dalla spiegazione di testi chassidici alla consulenza matrimoniale. Sebbene spesso non pubblicati in forma di libro, i suoi insegnamenti sono citati da molti autori sia in questioni secolari che in quelle ebraiche.

## Con Bob Dylan
Negli anni 1980 Manis Friedman ha accompagnato Bob Dylan ad un farbrengen (riunione chassidica) del Rebbe Chabad a Brooklyn. Dylan frequentava casa Friedman a St. Paul. Il libro di Friedman Doesn't Anyone Blush Anymore? ha avuto questo commento di Dylan in copertina: "Chiunque sia sposato o intenda sposarsi, farebbe bene a leggere questo libro".

## Opere
(EN) 

### Libri
- Doesn't Anyone Blush Anymore? Reclaiming Modesty, Intimacy and Sexuality.
- The Relief and Rescue Workers Guide to Judaism - a Rescue Workers Handbook.

### Audio
- The Art of Living (12 lectures based on the Lubavitcher rebbe's responsa)
- Chassidic Thoughts at Bais Chana (16 lectures on every aspect of Judaism)
- Family - Getting to Like The People You Love (14 lectures on healthy relationships)
- Holiday Series (9 lectures on modern application of holiday messages)
- It's Good To Know (16 lectures; the answers to the hardest questions)
- Living With The Times (54 of Rabbi Menachem Mendel Schneerson's lectures on Torah)
- Rambam - Perplexed No More! (14 lectures - the mysticism behind Maimonides' teachings)
- The Rest of the Story (20 telling stories)
- The Ring of Truth - Jewish Philosophy (4 lectures)
- The Ring of Truth – Faith (6 lectures)
- The Ring of Truth - The Inner Jew (6 lectures)
- The Ring of Truth - On Torah and Mitzvos (5 lectures)
- The Ring of Truth - The Vast Eternal Plan (5 lectures)
- How To Be A Mentch (12 lectures base on the Ethics of Our Fathers)
- The Tanya (42 Lectures on the most basic Hassidic Text)
- Get To Know Your Soul (12 lectures on why you do what you do)
- The Holistic and Kabbalistic (Cabala e Omeopatia)
- Not for Women Only; Relationships
- Moshiach; Why Believe When You can Understand?
- Why Me; Why do Bad Things Happen to Good People?
- You Are What You Believe
- What's Love Got To Do With It; Three ingredients to everlasting love.
- Nothing Besides Him - Tanya for everyone!